# 2025 en Australie
Chronologie de l'Australie
- 2021
- 2022
- 2023
- 2024
- 2025
- 2026
- 2027
- 2028
- 2029

Cet article présente les faits marquants et à venir de l'année 2025 en Australie.

## En exercice
- Monarque –  Charles III
- Gouverneur général – Sam Mostyn
- Premier ministre – Anthony Albanese

## Évènements
- 1er janvier : la publication annuelle de documents par les Archives nationales révèle que des troupes australiennes ont été déployées au Moyen-Orient en 2003, trois mois avant l'annonce officielle de la participation à la coalition militaire dans la guerre d'Irak[1].
- 7 janvier : un hydravion Cessna 208 Caravan s'écrase au décollage depuis une baie de Rottnest Island. Sur les sept personnes à bord, trois sont mortes, le pilote australien, un touriste danois et un suisse, et trois autres blessées[2]
- 16 janvier : vandalisme à caractère antisémite de l'ancienne maison du militant juif Alex Ryvchin (en). La semaine précédente, deux synagogues de Sydney avaient déjà été vandalisées[3].
- 21 janvier : un autre incident se produit à Maroubra, dans la banlieue de Sydney : une crèche près d'une synagogue est incendiée, accompagné d'un graffiti antisémite[4]. Le Premier ministre et les membres du National Cabinet (en) décident de créer une base de données sur l'antisémitisme[5].
- 2-4 février : des inondations dans le Queensland font deux victimes[6].
- 25 février : au moins douze personnes sont tuées, par une épidémie de mélioïdose causée par des eaux stagnantes provenant d'inondations persistantes dans le Queensland[7].
- 1er mars : un séisme de magnitude 4.4 touche la ville de Townsville, dans le Queensland[8].
- 4-7 mars : le cyclone Alfred (en) touche le Queensland du Sud-Est et une partie de la Nouvelle-Galles du Sud[9].
- 3 mai : élections fédérales, remportées par le Parti travailliste.
- 20 mai : l'aile fédérale du Parti national quitte la Coalition libérale-nationale pour la première fois depuis 1987 , invoquant de mauvais résultats lors des récentes élections fédérales et des divergences politiques croissantes[10].
- 22 mai : au moins quatre personnes sont tuées, dans d'importantes inondations dans plusieurs régions de la côte nord de la Nouvelle-Galles du Sud[11].
- 12 juillet : l'UNESCO classe la galerie d'art rupestre du parc national de Murujuga en Australie-Occidentale comme site du patrimoine mondial[12].
- 19 juillet : élections législatives en Tasmanie.
- 29 juillet (30 juillet heure locale) : échec du premier tir du lanceur Eris, la première fusée de conception autralienne, depuis une base de lancement à Abbot Point[13].
- 4 août : le ministre australien de la Défense Richard Marles annonce l'achat de 11 frégates de classe Mogami au Japon pour 6 milliards de dollars américains (5,2 milliards d'euros). La livraison à la marine royale australienne est prévue à partir de 2029[14].

## Sports
- 12-26 janvier : Le tournoi de tennis de l'Open d'Australie 2025 se déroule à Melbourne.
- 1er mars : L'équipe de football d'Australie remporte la Coupe d'Asie de football des moins de 20 ans[15].

## Décès
- 14 janvier : Alan Green, fondateur de la marque Quiksilver[16].
- 24 janvier : Grant Tambling (en), homme politique.
- 17 février : James Harrison, donneur de sang[17].
- 1er mars : Rosemary Crowley (en), sénatrice et ministre[18].
- 26 mars : Kerry Greenwood, romancière[19].